# Pic Matterhorn
Pour les articles homonymes, voir Matterhorn.
Le pic Matterhorn, en anglais Matterhorn Peak, est le plus haut pic (3 743 m) de la Sawtooth Ridge, une série de pics granitiques effilés sur la crête de la Sierra Nevada, située à la frontière nord du parc national de Yosemite. C’est un des sommets de ski de randonnée les plus populaires de la Sierra Nevada.

## Sawtooth Ridge
Sawtooth Ridge est le groupe le plus septentrional des montagnes de la Sierra dépassant les 12 000 pieds. Son profil effilé diffère grandement de la ligne de crête généralement arrondie des sommets plus septentrionaux de la Sierra. Ainsi, Sawtooth Ridge est généralement considéré comme le début de la Haute Sierra.
La région de Sawtooth Ridge est un paradis pour l’escalade et pour le ski de randonnée, notamment en raison de la courte approche depuis Twin Lakes.
Le pic Matterhorn est la montagne que Jack Kerouac grimpa lors d'une quête spirituelle réalisée avec John Montgomery et Gary Snyder. Son ascension est racontée dans son roman Les Clochards célestes.
Le pic Matterhorn ressemble au Matterhorn en Suisse seulement quand on l’observe depuis le bas de sa face nord. Le Matterhorn a des voies de classe II (échelle américaine) sur ses faces sud-ouest et sud-est, tandis que la face nord offre des voies rocheuses de classe V (échelle américaine) et deux raides couloirs enneigés. La descente en ski depuis le sommet se fait habituellement par le couloir est. Le couloir ouest est une autre possibilité de même qu’une voie appelée Ski Dreams, juste à l’est du pic.